# رینی ریور، انتاریو
رینی ریور، انتاریو (به انگلیسی: Rainy River, Ontario) یک منطقهٔ مسکونی در کانادا است که در بخش رینی ریور واقع شده‌است. رینی ریور ۸۴۲ نفر جمعیت دارد.